# Двойная мишень
«Двойная мишень» (итал. Doppio bersaglio, англ. Double Target) — фильм-боевик режиссёра Бруно Маттеи по сценарию Клаудио Фрагассо, вышедший в 1987 году на VHS. В главных ролях снимались Майлз О’Киффи, Бо Свенсон и Дональд Плезенс.

## Сюжет
В нескольких Юго-Восточных азиатских странах происходят террористические атаки на военные базы США. В качестве ответной меры ЦРУ посылает на поиски террористов бывшего морпеха Боба Росса, которому предстоит отправиться во Вьетнам. Противостоят герою полчища вьетконговских партизан и вооружённые до зубов русские спецназовцы. Россу придётся приложить максимум усилий, чтобы вернуться в штаты живым.

## В ролях
- Майлз О’Киффи — Роберт «Боб» Росс
- Дональд Плезенс — сенатор Бластер
- Бо Свенсон — русский полковник Галкин
- Оттавиано Делль’Аква — Торо
- Лучано Пигоцци — МакДуглас
- Майк Монти  — майор Уотерс
- Массимо Ванни — русский солдат

## Прокат
«Двойная мишень» получила кинопрокат в Западной Германии 11 июня 1987 года. В остальных странах фильм вышел на видеокассетах, в том числе в Великобритании, где он был выпущен компанией Avatar в августе 1987 года сразу на видео.

## Критика
Немецкий киноальманах Fischer Film Almanach отметил, что этот фильм всего лишь ещё один представитель плохих фильмов на вьетнамскую тематику, снятых после «Рэмбо». В ретроспективном обзоре Дэниел Р. Будник написал в своей книге о боевиках 1980-х годов, что «Двойная мишень» «занятный, но слишком затянутый фильм», который «колеблется между смыслом и бессмысленностью, как это делают многие фильмы Маттеи».